# Casasia calophylla
Casasia calophylla är en måreväxtart som beskrevs av Achille Richard. Casasia calophylla ingår i släktet Casasia och familjen måreväxter.
Artens utbredningsområde är Kuba. Inga underarter finns listade i Catalogue of Life.